# Selenops bani
Espèce
Selenops bani est une espèce d'araignées aranéomorphes de la famille des Selenopidae.

## Distribution
Cette espèce est endémique de République dominicaine,. Elle se rencontre dans les provinces de Peravia et d'Independencia.

## Description
Le mâle décrit par Crews en 2011 mesure 4,23 mm et la femelle 5,08 mm.

## Étymologie
Son nom d'espèce lui a été donné en référence au lieu de sa découverte, Baní.

## Publication originale
- Alayón, 1992 : La familia Selenopidae (Arachnida: Araneae) en República Dominicana. Poeyana, vol. 419, p. 1-10.